# Мадонна з дитиною і святою Анною (Дюрер)

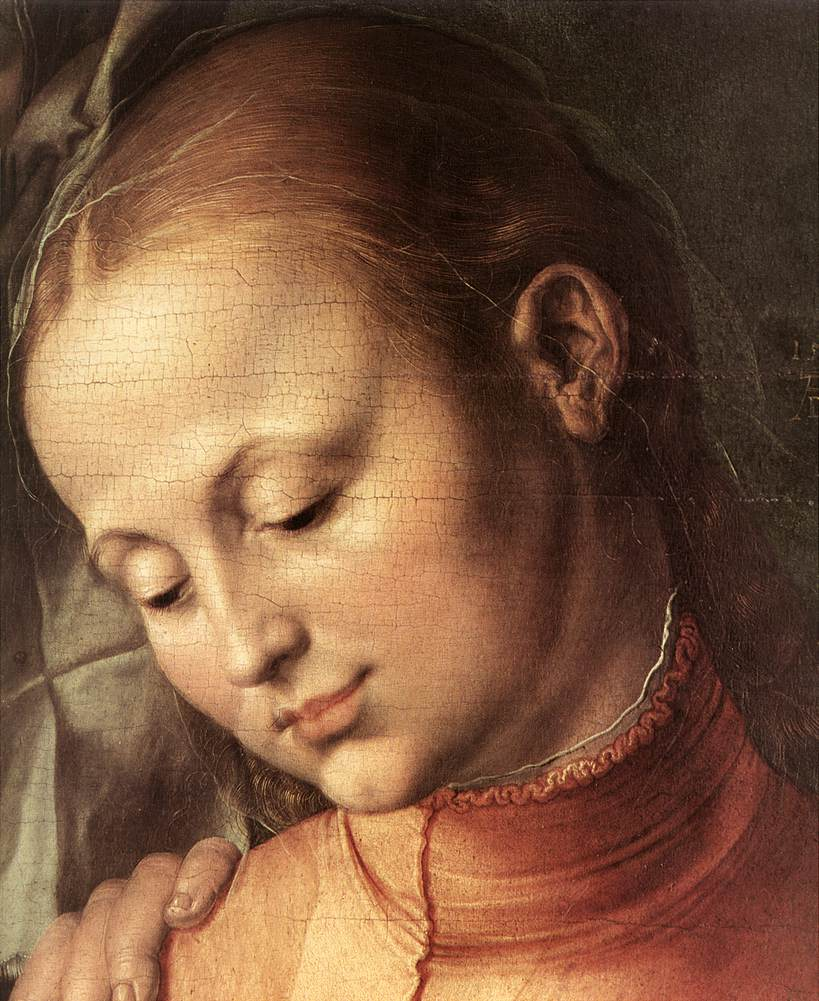
Деталь

«Мадонна з дитиною і святою Анною» — картина Альбрехта Дюрера, створена за допомогою темпери та олійних фарб. Вона підписана й датована 1519 роком, хоча датування, можливо, було додано пізніше. Спочатку створена на панно, пізніше її перенесли на полотно. Зараз картина зберігається в Музеї мистецтва Метрополітен у Нью-Йорку.

## Історія
Картина була у власності Габріеля Тачера з Нюрнберга — він та і його родина були відданими прихильниками художника. Підготовчий ескіз до твору зберігається у Альбертині у Відні, датується 1519 роком, і показує святу Анну (написану з дружини художника Агнеси), написаною сірим кольором з бліками на темному тлі. На картині ж вона написана в капелюшку, закріпленому під підборіддям, що в моді тих часів у Нюрнберзі.
1630 року картина опиналась у Максиміліана I Баварськиого і знаходилась в Палаці Шляйсгайм до середини XIX століття. Занедбаний стан картини призвів до того, що її продавали з баварських колекцій як копію Дюрера. Після проходження через приватні колекції в Мюнхені та Одесі вона дійшла до США. Там картину придбав Бенджамін Альтман, який подарував її музею. Реставраційні роботи дозволили відновили її статус оригіналу.